# Artykuły rolno-spożywcze

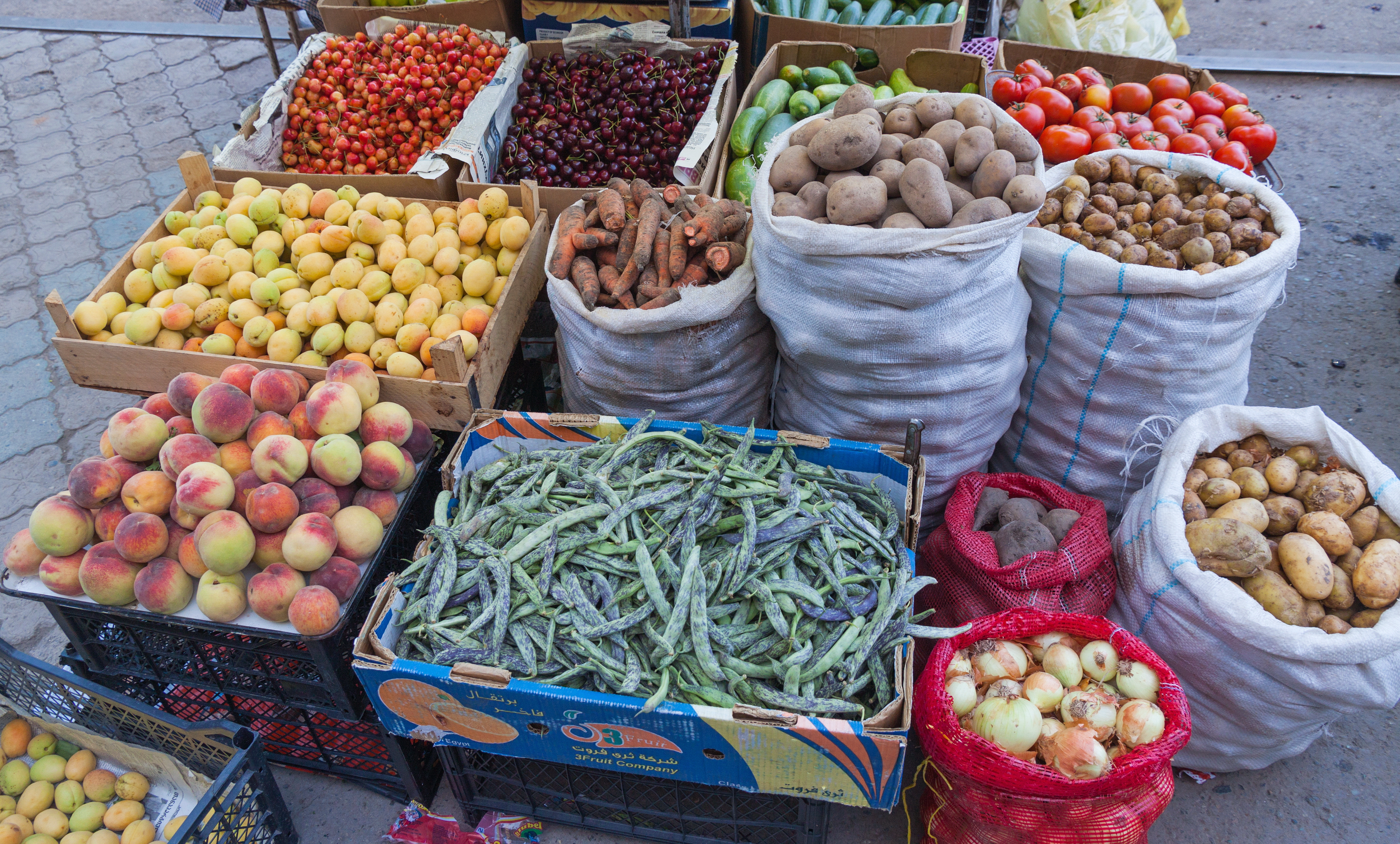
Artykuły rolno-spożywcze

Artykuły rolno-spożywcze – produkty rolne, runo leśne, dziczyzna, organizmy morskie i słodkowodne w postaci surowców, półproduktów oraz wyrobów gotowych otrzymywanych z tych surowców i półproduktów, w tym środki spożywcze.